# 貝雷濟夫卡 (貝雷濟夫卡市鎮)
50°18′44″N 28°25′53″E / 50.31222°N 28.43139°E

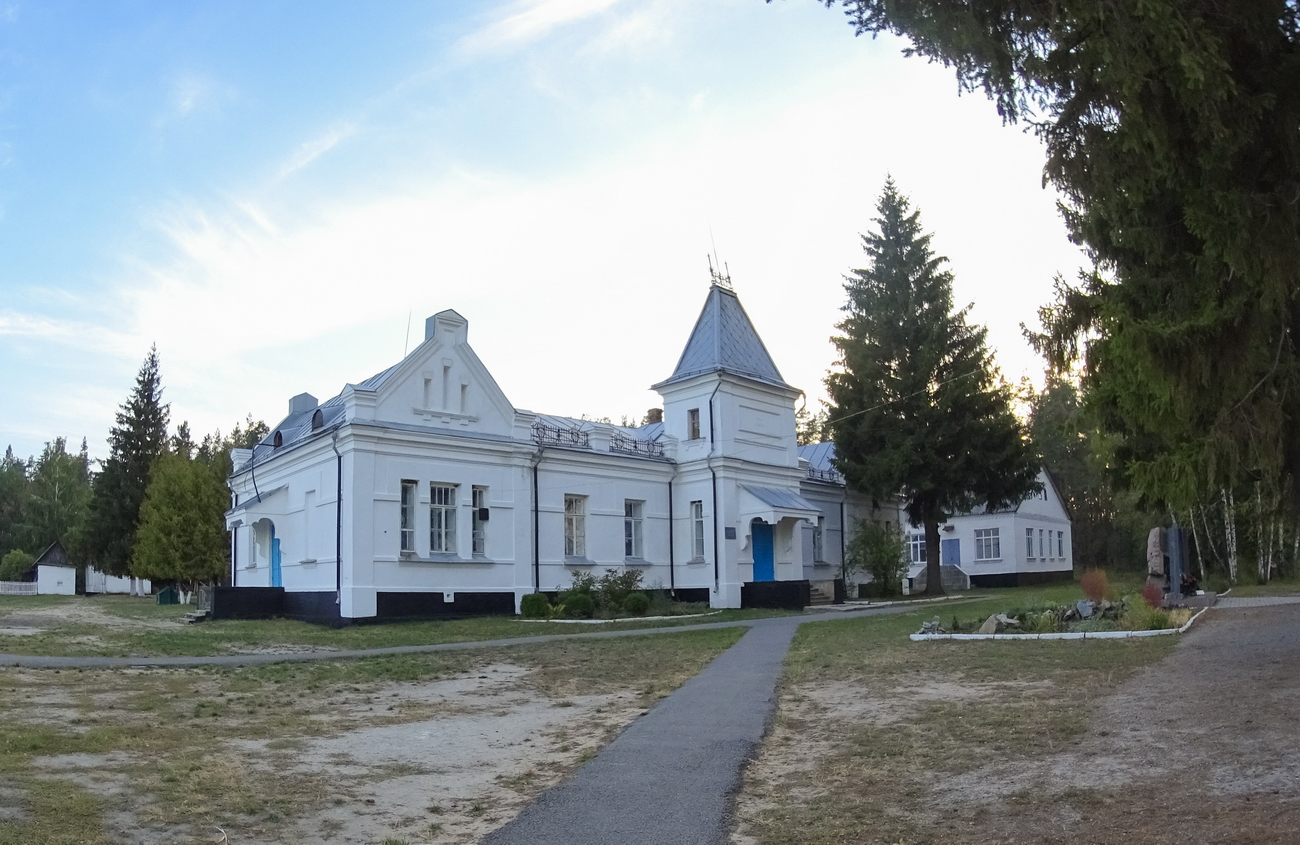
当地學校

贝雷濟夫卡（羅馬化：Berezivka）是烏克蘭北部日托米爾州日托米爾區貝雷濟夫卡市鎮内的村落及其行政中心。始建於1200年，面積1.98平方公里，海拔高度229米，2001年人口1,967。